# Oksaliplatyna
Oksaliplatyna (łac. oxaliplatinum) – organiczny związek chemiczny, lek cytostatyczny stosowany w chemioterapii nowotworów złośliwych, głównie w leczeniu raka jelita grubego. Oksaliplatyna jest zaliczana do leków alkilujących. Chemicznie jest to związek kompleksowy platyny na II stopniu utlenienia z 1,2-diaminocykloheksanem oraz grupą szczawianową.

## Mechanizm działania
Głównym mechanizmem działania leku jest uszkodzenie DNA. Apoptoza komórek nowotworowych jest spowodowana przez uszkodzenie DNA oraz zablokowanie syntezy DNA i RNA.
Lek po wejściu do komórki wchodzi do jądra komórkowego, gdzie wykazuje tropizm do miejsc bogatych w cytozynę i guaninę, gdzie wiąże atom azotu (N7), tworzy monoadukt, a następnie dwuadukt. Powoduje to powstanie wiązań cross-link wewnątrzłańcuchowych, międzyłańcuchowych oraz wiązań pomiędzy DNA i białkami. Dochodzi do zatrzymania replikacji i transkrypcji DNA, a następnie apoptozy komórki po zatrzymaniu cyklu komórkowego, jeśli nie nastąpi naprawa polegająca na wycięciu fragmentu DNA. Oksaliplatyna blokuje syntezę RNA poprzez wiązanie polimerazy RNA i czynników transkrypcyjnych.
Oksaliplatyna wykazuje synergistyczne działanie z 5-fluorouracylem, prawdopodobnie przez inhibicję syntazy tymidylanowej lub poprzez regulację w dół albo zwolnienie metabolizmu 5-FU.

## Oporność nowotworów na lek
Pomimo początkowej wrażliwości na lek zwykle dochodzi do rozwinięcia oporności, gdy jest on podawany samodzielnie w monoterapii. Kluczową rolę mają mechanizmy naprawy DNA, szczególnie naprawy błędnie sparowanych zasad azotowych (MMR) lub wycięcie nukleotydów (NER). Komórki z nadekspresją enzymu ERCC1 naprawiającego DNA przez wycięcie są oporne na działanie oksaliplatyny.
Podawanie leków w polichemioterapii może zapobiegać rozwinięcia się oporności.

## Zastosowanie
Głównym wskazaniem do stosowania oksaliplatyny jest rak jelita grubego z przerzutami lub leczenie adiuwantowe (uzupełniające) raka jelita grubego po całkowitej resekcji. Lek jest bardziej skuteczny w leczeniu tego nowotworu w porównaniu do cisplatyny.
Początkowe badania wskazywały niewielką aktywność oksaliplatyny w monoterapii w leczeniu raka jelita grubego, jednak stosunkowo wcześnie odkryto synergizm pomiędzy oksaliplatyną i 5-fluorouracylem (5-FU). Połączenie oksaliplatyny i 5-fluorouracylu w schemat FOLFOX znacząco poprawiło wyniki leczenia raka jelita grubego za pomocą 5-FU w monoterapii. W jednym badaniu współczynnik odpowiedzi w leczeniu raka jelita grubego dla schematu FOLFOX wynosił 51%, a dla samego 5-FU 22%. Podobne wyniku osiągnięto w schemacie XELOX (CAPOX), gdzie 5-FU jest zastąpiony kapecytabiną.
Wykazano, że oksaliplatyna z połączeniu z 5-FU w leczeniu adiuwantowym (uzupełniającym) po operacji raka jelita grubego w stadium III zaawansowania klinicznego poprawia przeżycie całkowite w porównaniu z 5-FU w monoterapii.
Ze względu na mniejszą toksyczność od cisplatyny, oksaliplatyna była testowana w leczeniu innych nowotworów przewodu pokarmowego. Randomizowane badanie sugeruje równoważność cisplatyny i oksaliplatyny w leczeniu raka żołądka lub przełyku. Wstępne badania (badania II fazy) wskazują, że oksaliplatyna w połączeniu z 5-FU i gemcytabiną może być korzystna w raku trzustki po niepowodzeniu leczenia gemcytabiną.

## Przeciwwskazania
Oksaliplatyna jest przeciwwskazana w następujących sytuacjach:
- znana nadwrażliwość na substancję czynną lub inny składnik leku
- okres karmienia piersią
- liczba neutrofili <2000/µl i/lub liczba płytek krwi <100 000/µl
- obwodowa neuropatia czuciowa z zaburzeniami czynnościowymi stwierdzanymi przed pierwszym cyklem leczenia
- ciężka niewydolność nerek (klirens kreatyniny <30 ml/min)

## Specjalne środki ostrożności
Podczas stosowania leku należy zachować ostrożność:
Reakcje nadwrażliwości
Należy zachować ostrożność w przypadku nadwrażliwości na inne związki platyny.
Zaburzenia czynności nerek
U chorych z łagodnymi do umiarkowanych zaburzeniami czynności nerek należy indywidualnie ocenić korzyści i ryzyko, a także kontrolować stan funkcji nerek. Dawkę należy dostosować w zależności od objawów toksyczności.
Objawy neurologiczne
Należy uważnie obserwować pod kątem działania neurotoksycznego oksaliplatyny, szczególnie podczas jednoczesnego stosowania innych leków neurotoksycznych. Przed podaniem leku i okresowo po podaniu wykonuje się badanie neurologiczne. Jeśli w trakcie dwugodzinnego wlewu dożylnego lub krótko po występują ostre zaburzenia czucia w obrębie gardła i krtani to czas kolejnego wlewu powinien wynosić powyżej 6 godzin.
Neuropatia obwodowa
W przypadku pojawienia się parestezji lub upośledzenia czucia należy zmodyfikować dawkę oksaliplatyny. Jeśli parestezje utrzymują się do następnego cyklu leczenia to przerywa się leczenie oksaliplatyną, natomiast gdy te objawy ustąpią to można rozważyć wznowienie leczenia lekiem.
Nudności, wymioty, biegunka i odwodnienie
Ciężka biegunka lub wymioty mogą spowodować odwodnienie, hipokaliemię, kwasicę metaboliczną, zaburzenie funkcji nerek i niedrożność porażenną jelit. Stosuje się profilaktycznie i leczniczo leki przeciwwymiotne. W przypadku wystąpienia zapalenia błon śluzowych przewodu pokarmowego lub zapalenia jamy ustnej z lub bez neutropenii należy opóźnić podanie kolejnego cyklu leczenia do częściowego ustąpienia objawów. Biegunka stopnia 4 wymaga zmniejszenia dawki oksaliplatyny.
Zaburzenia hematologiczne
Przed każdym cyklem leczenia należy kontrolować morfologię krwi obwodowej z obrazem odsetkowym. Jeśli liczba neutrofili wynosi poniżej 1500/µl lub liczba płytek krwi <50 000/µl to należy opóźnić podanie leków do momentu poprawy.
Zaburzenia płuc
W przypadku wystąpienia niewyjaśnionego kaszlu bez odkrztuszanej wydzieliny, duszności, trzeszczeń lub nacieków w płucach uwidocznionych w badaniach radiologicznych przerywa się podanie oksaliplatyny do czasu wykluczenia choroby śródmiąższowej płuc lub zwłóknienia płuc.
Zaburzenia czynności wątroby
W przypadku wystąpienia nieprawidłowych wyników testów czynnościowych lub wystąpienia nadciśnienia wrotnego w diagnostyce powinno wziąć się pod uwagę bardzo rzadkie zaburzenia naczyniowe wątroby wywołane lekiem.
Ciąża i płodność
Lek posiada kategorię D i nie powinien być stosowany w ciąży. Stosowanie leku w ciąży można rozważyć po przy odpowiednim rozważeniu korzyści i ryzyka dla chorej i płodu.
Podczas leczenia i po jego zakończeniu przez 4 miesiące u kobiet i przez 6 miesięcy u mężczyzn powinny być stosowane odpowiednie środki antykoncepcji.

## Działania niepożądane
Do działań niepożądanych leku należy:
- bardzo często[a]: zakażenie, niedokrwistość, neutropenia, małopłytkowość, leukopenia, limfopenia, alergia lub reakcje alergiczne, brak łaknienia, gorączka, osłabienie, uczucie zmęczenia, obwodowa neuropatia czuciowa, zaburzenia czucia, zaburzenia smaku, ból głowy, ból pleców, hipokaliemia, hipernatremia, hiperglikemia, duszność, kaszel, krwawienie z nosa, zapalenie jamy ustnej, zapalenie błon śluzowych, ból brzucha, nudności, wymioty, biegunka, zaparcie, łysienie, ból i/lub reakcja w miejscu podania, zwiększenie aktywności enzymów wątrobowych, zwiększenie aktywności fosfatazy zasadowej we krwi, zwiększenie aktywności dehydrogenazy mleczanowej, zwiększenie stężenia bilirubiny we krwi, zwiększenie masy ciała (w leczeniu uzupełniającym raka okrężnicy).
- często[b]: gorączka neutropeniczna, sepsa z neutropenią, zakażenie górnych dróg oddechowych, odwodnienie, zapalenie nerwów ruchowych, odczyn oponowy, zawroty głowy, zaburzenia widzenia, zapalenie spojówek, depresja, bezsenność, ból kostno-stawowy, krwotok, krwiomocz, zatorowość płucna, krwotok z odbytnicy, nagłe zaczerwienienie twarzy, czkawka, niestrawność, refluks żołądkowo-przełykowy, złuszczanie się skóry (zespół dłoniowo-podeszwowy), wysypka z rumieniem, zmiany w obrębie paznokci, nadmierne pocenie się, zaburzenia częstości oddawania moczu, utrudnione bolesne oddawanie moczu, zwiększenie stężenia kreatyniny we krwi, spadek masy ciała (w leczeniu raka jelita grubego w fazie uogólnienia).
- niezbyt często[c]: kwasica metaboliczna, ototoksyczność, niedrożność jelit.
- rzadko[d]: małopłytkowość immunoalergiczna, niedokrwistość hemolityczna, zespół odwracalnej tylnej leukoencefalopatii (PRES), dyzartria, zapalenie nerwu wzrokowego, przemijające zmniejszenie ostrości wzroku, zaburzenia pola widzenia, głuchota, śródmiąższowa choroba płuc, zwłóknienie płuc, zapalenie okrężnicy.

## Farmakokinetyka
Biodostępność po podaniu doustnym jest słaba. Po podaniu dożylnym jest szeroko dystrybuowana w tkankach. We krwi oksaliplatyna jest znacznie związana z białkami osocza, w ciągu 5 godzin od podania 85% leku jest związane z białkami osocza. W ciągu 2–5 godzin od podania około 40% leku nieodwracalnie wiąże się z erytrocytami. Lek ulega nieenzymatyczemu przekształceniu do kilku aktywnych form o właściwościach cytoksycznych. Oksaliplatyna jest wydalana z moczem. Około 50% leku jest wydalone z moczem w ciągu 48 godzin. Okres półtrwania leku wynosi 38–47 godzin. Lek nie ulega gromadzeniu mimo wielokrotnego podania.